# ولکات (داکوتای شمالی)
ولکات(به انگلیسی: Walcott) شهری در ایالت داکوتای شمالی کشور ایالات متحده آمریکا است که جمعیت آن در سرشماری سال ۲۰۱۰ میلادی، ۲۳۵ نفر بوده‌است.